# 石橋雅一
石橋 雅一（いしばし まさかず）は、日本のオーボエ奏者。スタジオ・ミュージシャン。北海道出身。

## 人物・来歴
13歳の頃からオーボエを始める。その後、京都市立堀川高校音楽科（現・京都市立京都堀川音楽高等学校）に入学し、在学中にオーケストラや室内楽の演奏およびスタジオでの録音等に携わる。高校卒業後は東京芸術大学音楽学部へ進み、古典音楽協会の演奏会に参加、卒業後には正式に会員となる。古典音楽のほか、ツイス木管五重奏団、アマティ室内合奏団、レゾナンス五重奏団などにも参加し、室内楽の分野で活動。1978年にはアスペン音楽祭に参加した。1980年より東京芸術大学管弦楽研究部の講師や桐朋学園芸術短期大学の講師として後進の指導に当たった。
映画『魔女の宅急便』の劇伴でオーボエ演奏を担当するなど、映画やTVドラマ等で使用される楽曲の演奏に数多く参加し、その曲数は12000曲以上に上る。スタジオでのセッションも多く、コンサートの企画や編曲を手掛けることもある。日本オーボエ協会（旧：日本オーボエ・クラブ）では運営委員を務めた。

## 主な参加作品
小沢健二
- 『LIFE』（1994年）

久保田早紀
- 『サウダーデ』（1980年）

ゴンチチ
- 『Black Ant's Life』（1995年）

サザンオールスターズ
- 『KAMAKURA』（1985年）
- 『Young Love』（1996年）

スピッツ
- 『ハチミツ』（1995年）

堀内孝雄
- 『言葉にならない贈り物』（1975年）

南佳孝
- 『NEW STANDARD』（1992年）

### サウンドトラック
- 『交響組曲 地球へ…  オリジナル・サウンドトラック』- 音楽：佐藤勝（1980年）
- 『交響組曲 宇宙戦艦ヤマトIII』- 音楽：宮川泰（1981年）
- 『超人ロック 音楽集』- 音楽：淡海悟郎（1984年）
- 『交響絵巻 異次元童話 宇宙皇子』- 音楽：河野土洋（1985年）
- 『WHITE LION Original Sound Track』- 音楽：溝口肇（1988年）
- 『BASTARD!! -暗黒の破壊神- 音楽篇Vol.1』- 音楽：田中公平（1992年）
- 『琉球の風 DRAGON SPIRIT 音楽集』- 音楽：長生淳（1993年）
- 『家なき子 オリジナル・サウンドトラック』- 音楽：千住明（1994年）
- 『ぼくの地球を守って イメージ・サウンドトラック Vol.2』- 音楽：溝口肇（1994年）
- 『ポケットモンスター サウンド アニメコレクション 音楽集 名場面集』（1998年）
- 『時雨の記』- 音楽：久石譲（1998年）
- 『交響組曲Ζガンダム』- 音楽：三枝成章（1998年）
- 『青の時代 〜Le Temps Bleu』- 音楽：千住明（1998年）
- 『劇場版 幻想魔伝最遊記 Requiem Original Soundtrack』- 音楽：千住明（2001年）
- 『ごくせん オリジナル・サウンドトラック』- 音楽：大島ミチル（2005年）
- 『小さき勇者たち〜ガメラ〜オリジナルサウンドトラック』- 音楽：上野洋子（2006年）
- 『アキレスと亀 オリジナル・サウンドトラック』- 音楽：梶浦由記（2008年）